# Mohamed Koffi
Mohamed Koffi (* 30. Dezember 1986 in Abidjan, Elfenbeinküste) ist ein ehemaliger Fußballspieler aus dem westafrikanischen Staat Burkina Faso.
Er spielte von 2004 bis 2006 für die Reserve von Olympique Marseille in Frankreich und wechselte von dort 2006 nach Ägypten zu Petrojet, wo er seinen ersten Profivertrag erhielt. Bis auf einen Abstecher in den Irak spielt er bis heute in Ägypten.
Koffi spielt seit 2006 für die burkinische Fußballnationalmannschaft und gehörte bei der Afrikameisterschaft 2010 zum Aufgebot.